# Ладонь (анатомия)

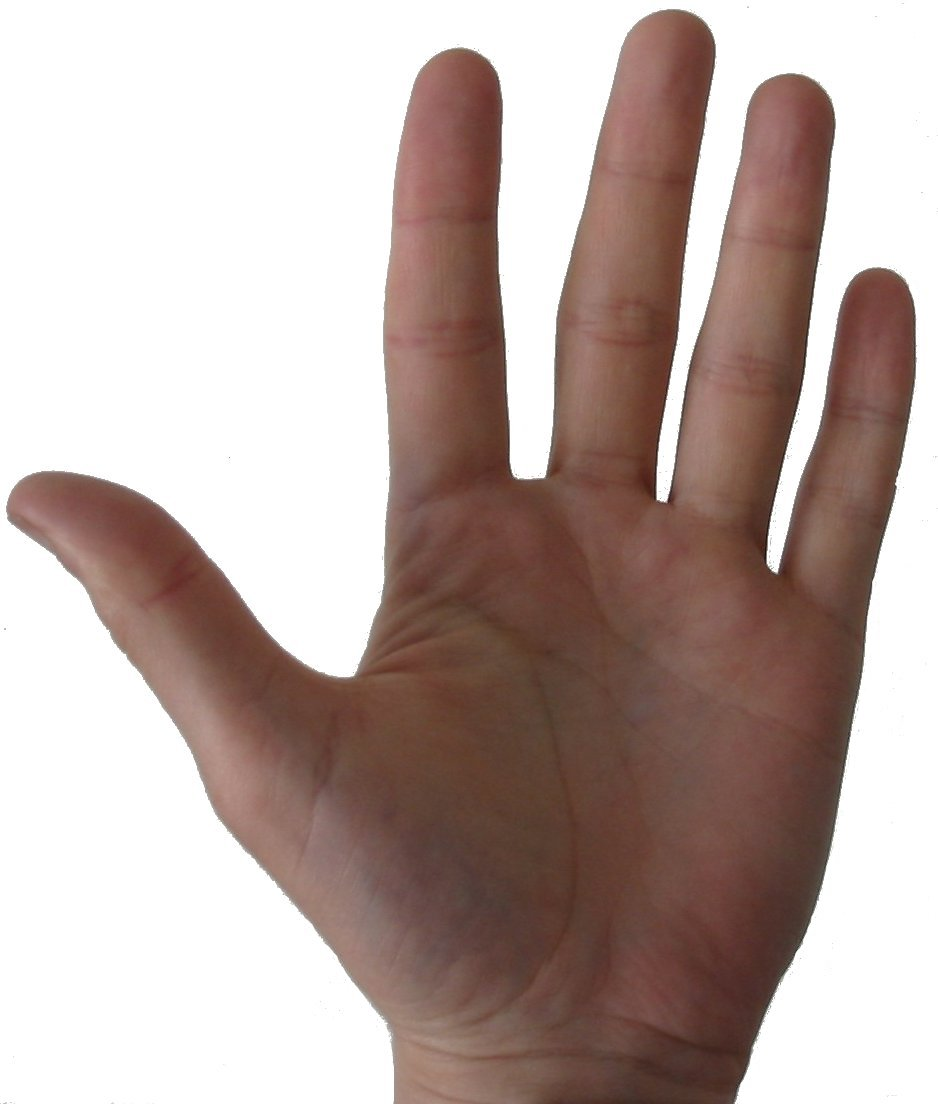
Ладонь левой руки человека

Ладо́нь (лат. palma manus), также длань, пясть — область тела приматов (в том числе человека), внутренняя (в отличие от тыльной) сторона кисти руки от запястья до пальцев (не включая сами пальцы).
Ладони и ладонные поверхности пальцев приматов не покрыты волосами.
Отпечатки папиллярных линий ладони, наряду с отпечатками пальцев, применяются в дактилоскопии для опознания (идентификации) человека.
Одна из древнейших систем гадания об индивидуальных особенностях человека, пережитых им событиях и его грядущей судьбе, хиромантия, строится на истолковании кожного рельефа ладоней, папиллярных и флексорных линий, а также холмов на ладони.

## Этимология
Современный вариант слова — «ладонь» — впервые встречается в словаре в 1704 г.
В письменных памятниках до XVIII века встречается только «долонь» и родственное ему старославянское «длань».
Путём перестановки слогов из «долонь» образовалось форма «лодонь», затем в результате закрепления акания на письме образовалась современная форма.
Первоначальное значение слова, сохранившееся в говорах — «ток», «пол гумна», то есть «ровное место на току или гумне».